# 大谷有香
大谷 有香（おおたに ゆうか、8月20日 - ）は、日本の元グラビアアイドル。オレンジジェニック（後にファンタスターへ社名変更）に所属していた。
趣味はドライブ・メイク、特技はピアノ

## 出演

### イベント
- 『Orangenic Presents Valentine Festival 2008』－オレンジェニックバレンタインフェスティバル2008－[1]（2008年2月11日、出演辞退）
- 蒼井さや＆大谷有香DVD発売記念イベント（2008年9月13日、ソフマップ なんば店 ザウルス１）
- DVD発売記念イベント（2008年9月13日、信長書店 日本橋店）

### 撮影会
- Live&Bar オンジェム｢11｣　オレンジジェニック所属タレントとファンとの交流会（2007年12月16日）
- μ-girl撮影会（2008年1月26日）
- 京都ポートジャム　アーティスティックに、詩的に或いは史的に撮る。W初キャスティング！（定員10名）（2008年5月10日）
- 撮映天国：TORI-TEN（2008年5月17日）
- 撮映天国：TORI-TEN（2008年6月21日）

### テレビ
- MAXハニー（2007年10月収録、2007年11月18日収録[2]、2007年12月22日収録[3]）
- 爆感!グラビア帝国
- ジャイケルマクソン（2008年5月28日[4]、6月4日）
- 挑発！#12（2009年3月28日、CS2・エンタ！371）

### ラジオ
- 三枝輝行の商い勘所（2008年4月28日[5]、MBSラジオ）

## 作品

### イメージビデオ
- CARA 大谷有香[6]（2008年8月27日、販売元：イー・マーケティング、発売元：デジワークス、挿入曲：「CLOUDIER」[7]（グリム（バンド）Full Album『GHOST ROCK IS MIND』収録曲）[8]